# BijouTerrier
BijouTerrier je slovenská hardcore punkrocková kapela neoficiálně založená v roce 2011. Její oficiální založení proběhlo 13. ledna 2012. Za duchovního otce kapely je považován zpěvák Kuko, který zde působil a stále pro skupinu píše texty. Skupinu spolu s Kukem založil Henrich Varga a jeho tým pro internetový seriál Doma na porádku. V roce 2011 bylo vydáno první a v roce druhé 2013 studiové album kapely, svůj první hudební klip skupina natočila ve spolupráci s Vilémem Čokem.

## Členové
- Alena Pajtinková aka Zita Rigondeaux – ženský vokál
- Ivan Matejovič aka Vojtech Ujlaky – mužský vokál
- Tomáš Lobb aka Gejza Pandou – sólová kytara
- Ivan Matejovič ml. aka Imrich Ujlaky – bicí
- Štefan Pčelár aka Itcho - basová kytara

## Alba
Ladies and Gentlemen (2011)
- Prečo plačeš Vilém? [2:28]
- Ladies and Gentlemen [3:30]
- Neser! [3:20]
- Sušienky Lena [1:56]
- Vláda [3:44]
- Mám na vajcách kléšťa [2:15]
- Emák [2:23]
- Kamilasona [2:36]
- Berú, berú? [3:05]
- Starci na chmelu [2:38]
- Sea maid [2:14]
- Funky [3:22]

In Autumn (2013)
- Karin is coming home [2:52]
- Jó napot kivánok [3:03]
- Dieťa pankáčov [2:29]
- Chráň nás Kravaran! [1:15]
- MotherFucker blues [2:43]
- Právo na zabitie [2:21]
- Otvor si účet v PiggyBank [2:42]
- Tarantínov film [3:16]
- Vydala sa za Kubánca (nedokončená) [0:50]
- Japanese tourbus [3:15]
- Sušienky Lena LIVE [2:15]
- Ladies and gentlemen LIVE [3:53]
- Babka Natatrouská a dedo Momuj [4:06]

Spaceshit captain (2017)
- Intro [2:04]
- Veverica [3:03]
- Pozri [3:11]
- Spaceshit captain [3:24]
- Imagine [3:42]
- Čau Čau [2:31]
- Súdna Sieň [2:47]
- Babi? [1:07]
- Dovolenka [2:58]
- Bažiny smútku [4:06]
- Vydala sa za Kubánca [2:19]
- MS v Člověče nezlob se [2:49]
- Zaseknutý turniket [2:20]
- Váňa z Vorkuty [4:02]